# Csebisev-csomópontok

A Csebisev-csomópontok egyenértékűek az n egyenlőközű pontok x koordinátáival egy félkörön (itt, n=10).

A numerikus analízisben a Csebisev-csomópontok speciális valós algebrai számok, nevezetesen az elsőfajú Csebisev-polinomok gyökei. Ezeket gyakran használják csomópontként polinomiális interpolációban, mert a kapott interpolációs polinom minimalizálja a Runge-hatás mértékét.

## Meghatározás

Az első 50-es csebisevi polinom nullái

Egy adott n pozitív egész számra a ( − 1, 1) intervallumon lévő Csebisev-csomópontok a következők: 
{\displaystyle x_{k}=\cos \left({\frac {2k-1}{2n}}\pi \right),\quad k=1,\ldots ,n.}
Ezek az elsőfajú Csebisev-polinom n-ed fokú gyökei. Egy tetszőleges [ a, b ] intervallumon lévő csomópontoknál affin transzformáció használható: 
{\displaystyle }{\displaystyle x_{k}={\frac {1}{2}}(a+b)+{\frac {1}{2}}(b-a)cos{\biggl (}{\frac {2k-1}{2n}}\pi {\biggr )},\qquad k=1,...,n.}

## Közelítés
A Csebisev-csomópontok fontosak a közelítéselméletben, mert különösen jó csomópontokat alkotnak a polinomiális interpolációhoz. Adott ƒ függvény {\displaystyle [-1,+1]}intervallumon és n darab {\displaystyle x_{1},x_{2},\ldots ,x_{n},}pont. Ezen az intervallumon, az interpolációs polinom az az  egyedülálló  legfeljebb {\displaystyle n-1}-ed fokú {\displaystyle P_{n-1}} polinom melynek minden {\displaystyle x_{i}}ponton {\displaystyle f(x_{i})}értéke van. Az interpolációs hiba a {\displaystyle x}-re:
{\displaystyle f(x)-P_{n-1}(x)={\frac {f^{(n)}(\xi )}{n!}}\prod _{i=1}^{n}(x-x_{i})}
néhány (x-től függő) {\displaystyle \xi }-ra a [−1,1] intervallumon. Ezt minimalizáljuk 
{\displaystyle }{\displaystyle \max _{x\in [-1,1]}\left|\prod _{i=1}^{n}(x-x_{i})\right|.}
Ezen produs egy n fokú monic polinom. Kimutatható, hogy az ilyen polinomok maximális abszolút értéke alulról 21−n -től kötött. Ezt a kötést a 21−nTn skálázott Csebisev-polinomok érik el, amelyek szintén monikusak. (Emlékezzünk arra, hogy |Tn(x)|≤1 x ∈[−1,1] esetén.  Ezért, ha az xi interpolációs csomópontok a Tn gyökei, a hiba: 
{\displaystyle }{\displaystyle \left|f(x)-P_{n-1}(x)\right|\leq {\frac {1}{2^{n-1}n!}}\max _{\xi \in [-1,1]}\left|f^{(n)}(\xi )\right|.}
Egy tetszőleges [a, b] intervallum esetén a változó változása azt mutatja 
{\displaystyle }{\displaystyle \left|f(x)-P_{n-1}(x)\right|\leq {\frac {1}{2^{n-1}n!}}\left({\frac {b-a}{2}}\right)^{n}\max _{\xi \in [a,b]}\left|f^{(n)}(\xi )\right|.}

## További irodalom
- Burden, Richard L.–Faires, J. Douglas: Numerical Analysis, 8. kiadás, 503–512. ISBN 0-534-39200-8